# 1951 na música

## Música popular
- Angela Maria: Sabes mentir, de Othon Russo
- Cauby Peixoto: Saia branca
- Linda Batista: Me deixa em paz, de Ayrton Amorim e Monsueto
- Emilinha Borba: Dez anos, de Lourival Faissal e Rafael Hernández
- Gilberto Milfont: Castigo, de Lupicínio Rodrigues
- Trio de Ouro: Vingança, de Lupicínio Rodrigues, continuando a polêmica Dalva versus Herivelto
- Dalva de Oliveira: 
  - Estrela do mar, de Marino Pinto e Paulo Soledade
  - A grande verdade, de Luiz Bittencourt e Marlene, Calúnia, de Paulo Soledade e Marino Pinto, e Palhaço, de Osvaldo Martins e Nelson Cavaquinho, referindo-se a Herivelto

## Nascimentos
| Data            | Nome               | Profissão                        | Nacionalidade  | Observações | Ref |
| --------------- | ------------------ | -------------------------------- | -------------- | ----------- | --- |
| 12 de Janeiro   | Ai Takano          | cantor                           | Japão          | m. 2006     |     |
| 30 de Janeiro   | Phil Collins       | músico                           | Inglaterra     |             |     |
| 17 de fevereiro | Amado Batista      | cantor                           | Brasil         |             |     |
| 23 de Março     | Phil Keaggy        | guitarrista e compositor         | Estados Unidos |             |     |
| 1 de Abril      | José Marciano      | cantor e compositor              | Brasil         |             |     |
| 27 de Abril     | Ace Frehley        | guitarrista                      | Estados Unidos |             |     |
| 29 de Abril     | Vinícius Cantuária | cantor                           | Brasil         |             |     |
| 4 de maio       | Mick Mars          | músico                           | Estados Unidos |             |     |
| 19 de Maio      | Joey Ramone        | vocalista                        | Estados Unidos | m. 2001     |     |
| 12 de Junho     | Brad Delp          | músico                           | Estados Unidos | m. 2007     |     |
| 1 de agosto     | Tommy Bolin        | guitarrista                      | Estados Unidos | m. 1976     |     |
| 13 de agosto    | Beto Guedes        | cantor                           | Brasil         |             |     |
| 19 de agosto    | John Deacon        | baixista                         | Inglaterra     |             |     |
| 25 de Agosto    | Rob Halford        | vocalista                        | Inglaterra     |             |     |
| 7 de setembro   | Chrissie Hynde     | vocalista e guitarrista          | Estados Unidos |             |     |
| 16 de setembro  | Sylvinha Araújo    | cantora                          | Brasil         | m. 2008     |     |
| 18 de setembro  | Dee Dee Ramone     | baixista e vocalista             | Estados Unidos | m. 2002     |     |
| 22 de setembro  | David Coverdale    | vocalista                        | Inglaterra     |             |     |
| 26 de outubro   | Bootsy Collins     | baixista, cantor e compositor    | Estados Unidos |             |     |
| 15 de novembro  | Lori Lieberman     | cantora e compositora            | Estados Unidos |             |     |
| 1 de dezembro   | Sérgio Dias        | cantor, guitarrista e compositor | Brasil         |             |     |
| 31 de dezembro  | Tom Hamilton       | baixista                         | Estados Unidos |             |     |

## Mortes
| Data        | Nome              | Profissão  | Nacionalidade | Observações | Ref |
| ----------- | ----------------- | ---------- | ------------- | ----------- | --- |
| 13 de Julho | Arnold Schoenberg | compositor | Áustria       | n. 1874     |     |